# All Day and Night
All Day and Night – utwór brytyjskiego-francuskiego duetu Europa, tworzonego przez Jaxa Jonesa i Martina Solveiga z gościnnym udziałem amerykańskiej piosenkarki Madison Beer wydany 28 marca 2019 roku jako główny singel zwiastujący ich nadchodzący projekt o tej samej nazwie. Oprócz samej produkcji nagrania, Jones i Solveig są odpowiedzialni za autorstwo tekstu wraz z Becky Hill, Hailee Steinfeld, Camille Purcell, Jin Jin i Markiem Ralphem.
Do tej pory ów singel był notowany na miejscu dziesiątym listy UK Singles Chart oraz w pierwszej trójce Polish Airplay Top 100. Został on również pokryty srebrną płytą za sprzedaż na poziomie 200 tys. kopii na terenie Wielkiej Brytanii. W Polsce nagranie uzyskało status trzykrotnie platynowej płyty.